# عنق أحمر

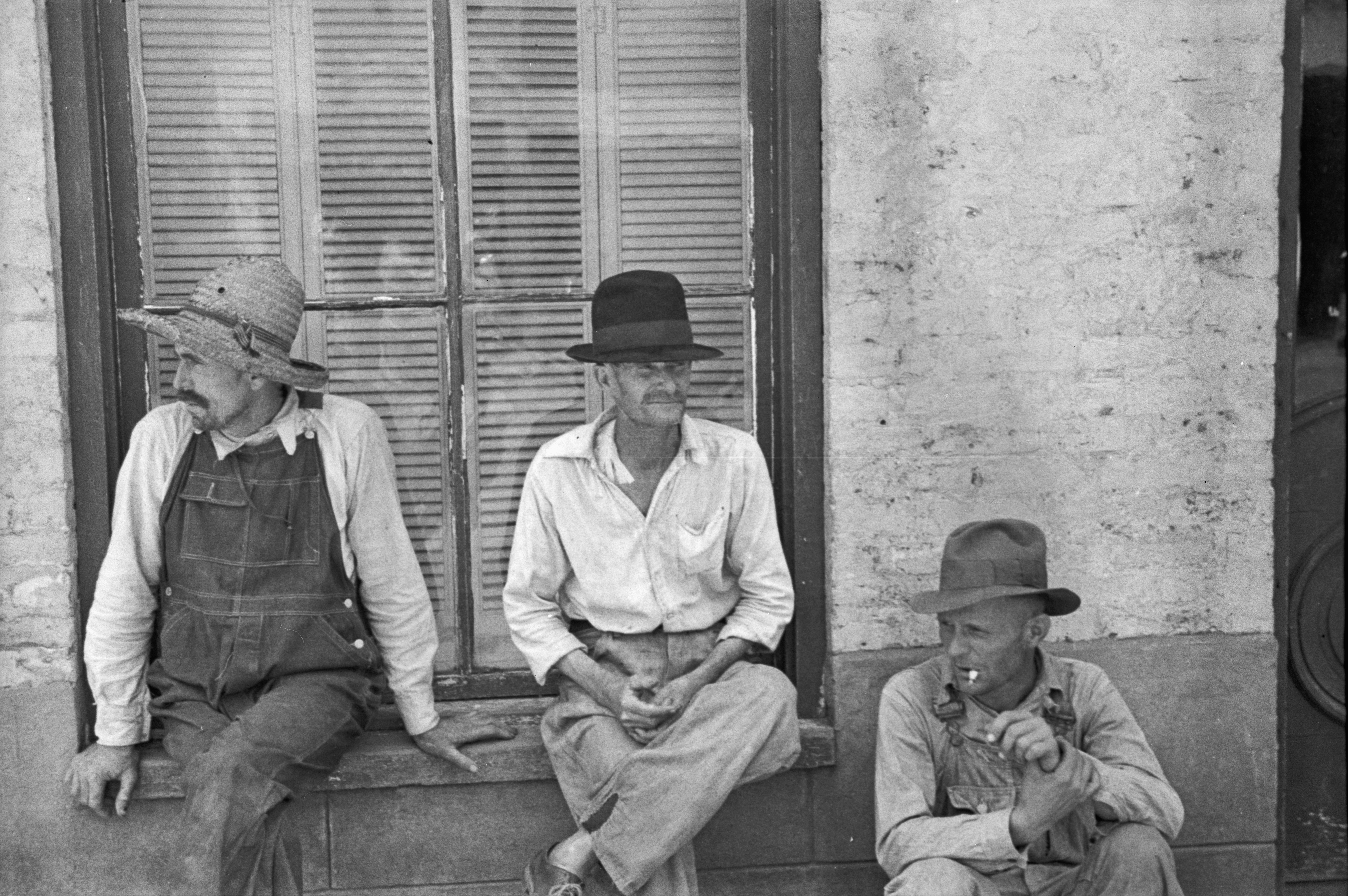
مزارعين بيض بولاية ألاباما حوالي عام 1936

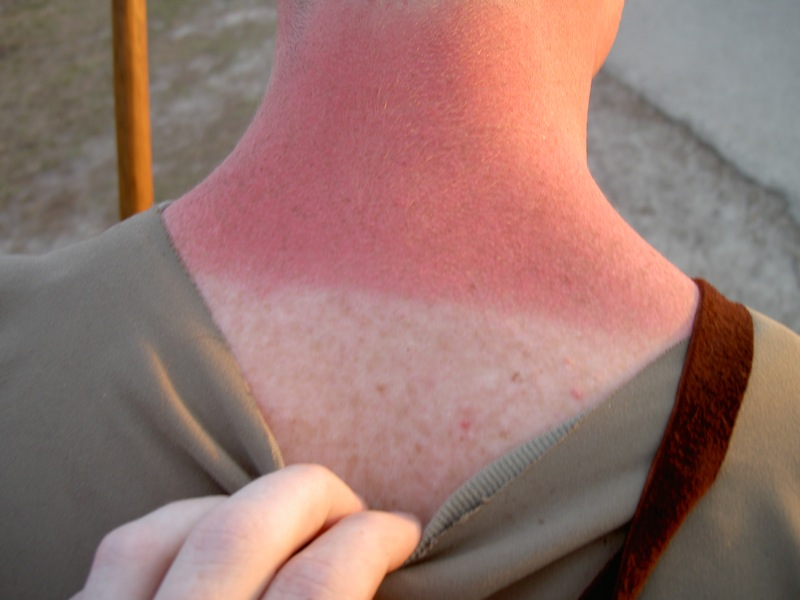
أتى المصطلح من شكل العنق عندما تتعرض للحروق بسبب أشعة الشمس

عنق أحمر أو ريدنيك (بالإنجليزية: Redneck)‏ هو مصطلح ازدرائي يستخدم لوصف البيض الفقراء من سكان الأرياف والقرى في جنوب الولايات المتحدة. في الوقت الحاضر توسع المعنى وأصبح أحد المصطلحات التي تصف الأبيض الفقير أو الغير متعلمين، والمتزمتين، والبدائيين، وكارهي الحداثة، والمتعصبين، والعنصريين.
يطلق أيضًا على سكان الولايات المتحدة الجنوبية من البيض المتعصبين لولايات مثل تكساس وميسيسيبي وألاباما ولويزيانا وتينيسي.